# Coupe de la Fédération masculine de basket-ball 2017
Navigation
Coupe de la Fédération masculine de basket-ball 2015 Coupe de la Fédération masculine de basket-ball 2018
La coupe de la Fédération 2017-2018 est la 1re édition de la nouvelle version du coupe de la Fédération masculine de basket-ball, créée lors de la saison 2017-2018, par la Fédération tunisienne de basket-ball : un tournoi avec les treize équipes du championnat de Ligue I qui jouent sans leurs joueurs des équipes nationales. Ce tournoi est joué pendant la phase de qualification (8 novembre-1er décembre 2017) des équipes nationales pour la coupe du monde 2019.

## Finale
| Date              | Lieu   | Équipe à domicile | Équipe à l'extérieur     | Score |
| ----------------- | ------ | ----------------- | ------------------------ | ----- |
| 1er décembre 2017 | Nabeul | Club africain     | Étoile sportive du Sahel | 73-70 |

- Points marqués :
  - Club africain : Dion Dixon (21), Haythem Albouchi (17), Lassaad Chouaya (16), Naim Dhifallah (9), Hichem Zahi (8), Youssef Mejri (2)

## Champion
- Club africain
  - Président : Marwen Hamoudia
  - Entraîneur : Zouhaier Ayachi
  - Joueurs : Haythem Albouchi, Lassaad Chouaya, Seif Ben Maati, Naim Dhifallah, Youssef Mejri, Hichem Zahi, Dion Dixon, Hassen Jendoubi, Fares Ochi, Mohamed Gaddour, Jad Jaouadi